# Ingeniería geofísica
La ingeniería geofísica es la rama de la ingeniería que realiza la investigación, exploración, evaluación, explotación y aprovechamiento de recursos energéticos, minerales e hidrológicos. Además, determina el impacto ambiental y los riesgos geológicos.
La Geofísica es la ciencia que estudia los campos físicos vinculados a nuestro planeta. Es decir, que estudia la Tierra mediante métodos de la física, de carácter indirecto, a fin de conocer su evolución y características actuales (geofísica pura) y también como herramienta de prospección de recursos (geofísica aplicada).
Podría decirse que la geofísica es una rama común de la geología y la física. Comparte con la primera la búsqueda del conocimiento de las características de la Tierra y, con la segunda, la aplicación de métodos, técnicas y principios para la investigación de las características bajo superficie. En términos muy generales, el geólogo se sirve de la geofísica para investigar indirectamente el subsuelo, es decir, todo lo que se encuentra por debajo de la superficie y, consecuentemente, está oculto.
Por medio de la prospección geofísica se determinan, a partir de distintos aparatos, diferentes propiedades físicas y físico-químicas del subsuelo. El análisis de esas propiedades, la cuantificación de sus valores, la observación de la distribución de éstos, así como de la presencia o no de anomalías constituye, en conjunto, la investigación geofísica del subsuelo. Para poder “traducir” ese conjunto de valores físicos o físico-químicos a un modelo geológico será necesario contar con información geológica de contraste que, una vez integrada con los resultados geofísicos, permita conocer cómo es el subsuelo.
A la vista de lo aquí  expuesto, la geofísica sensu stricto sirve para tener conocimientos sobre las características físicas de los materiales que forman el subsuelo y sobre las formas de análisis e interpretación de los resultados obtenidos tras la prospección geofísica de las diferentes propiedades de esos materiales. La prospección geofísica aplicada, como su propio nombre indica, no es más que la aplicación de la geofísica y los métodos geofísicos que permite efectuar un diagnóstico de la constitución del subsuelo por interpretación de unos documentos que son el resultado de unas mediciones y de unos cálculos.

## El trabajo que realiza
El geofísico realiza un trabajo que podría considerarse de gran interés por dos motivos principales: por un lado, porque con su trabajo contribuye a la investigación de lo que está oculto y, por otro, porque su aportación es muy útil para numerosos especialistas en la materia, es decir,  que tiene una contribución multidisciplinar.
Una vez realizadas estas dos indicaciones que permiten evaluar de forma muy generalista el trabajo del geofísico, conviene concretar el tipo de tareas que lleva a cabo para poder conocer mejor su labor técnica y científica. El grueso de este trabajo consiste en la implantación de diferentes dispositivos sobre el terreno para,  una vez obtenidas las lecturas pertinentes, procesar la información de estos datos e interpretarlos con el fin de aportar algo de «luz» al «oscuro» ambiente que es el subsuelo. Pero, como antes se ha indicado, esto es solamente una de las etapas, la correspondiente a la adquisición y procesado que, ni mucho menos, se presentan de forma aislada sino acompañada de otras etapas. En mayor o en menor medida, todas ellas contribuyen al trabajo final del geofísico y todas ellas son importantes.
Ordenadas de forma cronológica todas estas etapas, quedarían relacionadas de la siguiente manera:
1. Obtención de información sobre la zona de trabajo.
2. Selección del método geofísico más adecuado.
3. Campaña de adquisición de datos del subsuelo.
4. Procesado de los datos adquiridos.
5. Integración de toda la información e interpretación de los resultados.
6. Redacción del informe final.

### 1. Información sobre la zona de trabajo
Esta fase constituye, lógicamente, la primera de todas y es aquella en la que el geofísico indaga en las «bases de datos» de un área determinada con el propósito de obtener un primer conocimiento de las características de la zona donde se tiene que realizar el trabajo.  Estas características que deben conocerse son muy variadas y podrían diferenciarse en características de tipo logístico y de tipo geológico.
Desde el punto de vista logístico, el geofísico no deberá descuidar nunca la labor de reconocimiento general de la zona que pretende investigar, es decir, conocer si hay accesos y cómo son; ver si el terreno es abrupto o es practicable; ver si hay vegetación que impida el emplazamiento de los dispositivos o si esta vegetación es lo suficientemente dispersa como para poder transitar entre ella.
Desde el punto de vista geológico, el geofísico tiene un trabajo muy importante: intentar conocer cuáles son los principales rasgos geológicos de la zona de estudio ya que es muy importante saber en qué rango de profundidades se encuentra el objetivo, si existe fracturación u otra serie de aspectos que deban tenerse en consideración a la hora de plantear los dispositivos, como es la dirección preferente de esa fracturación así como de la estratificación y del plegamiento. Para ello, deberá hacerse una recopilación de la documentación existente lo más exhaustiva posible. Esta fase puede llevar un cierto tiempo pero no cabe duda de que la información que es capaz de aportar va a ayudar tanto que la duración de esta primera etapa no deberá preocupar si se extiende mucho. Lógicamente, una vez recopilado todo lo necesario deberá realizarse un análisis de toda esa información.

### 2. Selección del método geofísico
Consiste en la selección del método o de los métodos geofísicos que se consideran más adecuados para cubrir el objetivo.  Lo más lógico y habitual es que esta fase de trabajo se pueda realizar pero, en numerosas ocasiones,  el método prospectivo viene solicitado por el cliente lo cual implica una ventaja y un inconveniente. La ventaja se debe a que no hay que dedicar tiempo a esta fase pues ya viene cubierta por el cliente al ser éste el que propone o solicita directamente el tipo de investigación que desea para cubrir el objetivo.  El inconveniente, sin embargo, radica en la dificultad o imposibilidad de cambiar el método solicitado por otro método geofísico distinto que se acomode mejor a las necesidades del objetivo o a las características de la zona de trabajo.
En cualquier caso, es conveniente que el geofísico analice las características del objetivo perseguido y determine cuál es el método o los métodos más adecuados para alcanzarlo, bien por el tipo de objetivo, bien por la profundidad a la que se espera encontrarlo o bien por las dimensiones del mismo o, incluso,  por el presupuesto disponible para abordar los trabajos.

### 3. Campaña de adquisición de datos
Esta etapa podría considerarse como la de mayor importancia al ser el momento en el cual el geofísicoprocede a la obtención de los datos de campo que, tras su procesado, permitirá informar acerca de las características del subsuelo. Para la realización de esta campaña de adquisición de datos en campo, el geofísicodeberá realizar una serie de tareas complementarias, como es el caso, a veces de la solicitud y gestión de los permisos necesarios para poder realizar los trabajos en la zona de estudio.  Aunque simplemente sean permisos de paso,  en numerosas ocasiones el geofísico tiene que notificar su intención de hacer una serie de trabajos para evitar prohibiciones de ejecución de medidas que, con los equipos desplazados e, incluso, los dispositivos implantados en el terreno,  a veces el geofísico se ve obligado a acatar.  Si se trata de propiedades privadas,  tendrá  que comentar las intenciones con el propietario; si son públicas,  con el ayuntamiento implicado.  Si se trata de pasar o atravesar carreteras,  en ocasiones deberá notificarlo al ayuntamiento,   a la diputación o a la comunidad autónoma pertinentes. En definitiva,  las gestiones administrativas no se escapan del ámbito de trabajo de un geofísico.
Otra de las etapas complementarias, pero que también hay que realizar de forma previa a los trabajos de adquisición de datos,  es el desbroce de la maleza que, a veces de forma muy densa, cubre las zonas por donde hay que realizar las medidas, para lo cual habrá  que realizar la apertura de vías de paso con las dimensiones suficientes como para permitir el paso del personal y los equipos.
La tercera actividad que el geofísico tiene que ser consciente que deberá realizar de manera complementaria es la señalización de los trabajos realizados en campo. Si bien actualmente hay una serie de herramientas que facilitan esta labor, muchas veces es recomendable, además,  señalizar las medidas realizadas  (puntos de medida,  comienzos y finales de perfiles, etc.) directamente en el terreno, como es el caso de las marcas con pintura reflectante y biodegradable, así como con cinta de obra.  Las herramientas anteriormente indicadas que facilitan la señalización de la situación de los trabajos son, por ejemplo,  los equipos portátiles receptores de señal GPS para obtención de las coordenadas más o menos exactas de los puntos medidos.  También es posible indicarlo en mapas de diferentes escalas y, lo que suele ser más interesante, en fotografías aéreas.
La señalización lo más exhaustiva posible de la posición de los trabajos realizados es, por tanto, labor fundamental del geofísico,  en tanto que unos buenos datos y unos buenos resultados carecerían de valor si no se encuentran referenciados correctamente.
Por lo que respecta a la medición de datos en campo propiamente dicha,  que es lo que constituye la actividad principal del  geofísico en esta fase del estudio,   habría que destacar una serie de facetas importantes como son la calibración de los aparatos, la implantación de los dispositivos, la medición y la comprobación. Es lógico pensar que, para obtener buenas medidas en campo, es decir, medidas coherentes y reales, los aparatos de registro deberán estar calibrados, actividad esta que deberá hacerse de forma regular con el fin de mantener los sensores acordes con las prescripciones técnicas del fabricante.
Con los equipos calibrados,   la actividad siguiente es la implantación de los dispositivos, es decir,  situar sobre el terreno el aparato emisor,  el receptor y los sensores de medida. Para ello, la base geológica del  geofísico es fundamental para determinar las características geológicas del terreno y condicionar,  con ello,  la disposición sobre el terreno según un criterio geológicamente correcto, que deberá primar siempre sobre el criterio topográficamente más cómodo, ya que hay numerosas ocasiones en que lo geológicamente correcto es incompatible con lo topográficamente deseable. Los cambios bruscos de pendiente, los escarpes, etc., son ejemplos de terrenos que deben evitarse para no introducir posibles elementos de error en los programas de procesado. Según estas indicaciones, el geofísico deberá tener siempre bien claro cuáles son las limitaciones de cada método, las circunstancias óptimas de cada dispositivo y las características de cada terreno y de cada objetivo con el fin de analizar, a veces directamente en campo,  cómo realizar esa implantación de aparatos, cables y sensores.

### 4. Procesado de los datos
En esta etapa, el geofísico suele llevar un ordenador portátil al campo con el fin de realizar un primer procesado y comprobar, en una primera inspección,   si los datos registrados son de buena calidad o han sufrido alteraciones de algún tipo que hayan causado la obtención de ficheros aparentemente erróneos. En este caso,  este primer procesado consiste, realmente,   en una revisión de la calidad de los datos geofísicos obtenidos. Una vez confirmado que los ficheros son aceptables, el geofísico los archivará  para su posterior tratamiento en gabinete en lo que constituye el procesado final.
Este procesado requiere la aplicación de diferentes programas informáticos  (en la actualidad resulta impensable la actividad manual de procesado de datos,  fase que antiguamente llevaba mucho tiempo por la necesidad de comparar los datos con tablas,  gráficos, etc.). Estos programas suelen ser específicos de cada aparato o, en ocasiones,   de aplicación más generalista. En cualquier caso,  el geofísico será  conocedor de estos programas con el fin de poder sacar el máximo provecho de los datos obtenidos.

### 5. Integración de toda la información e interpretación de los resultados
La interpretación, es decir, la formulación de la respuesta al problema planteado.  Para ello, el documentogeofísico debe ser convertido en un documento con expresión geológica, por lo que en esta etapa vuelve a ser imprescindible la aportación de expertos en el tema geológico contemplado, que juntamente con elgeofísico podrán realizar la mejor interpretación de los resultados; hay que tener en cuenta que los instrumentos geofísicos miden magnitudes relacionadas con las propiedades físicas de las rocas, pero no saben nada sobre la litología, la estratigrafía, la tectónica, etc., que son o no posibles en el lugar de las mediciones. Proceso de datos e interpretación forman en muchas ocasiones una pareja inseparable; el proceso puede aportar diversas soluciones compatibles desde el punto de vista físico-matemático con las medidas tomadas, debiendo darse mayor prioridad en la elección a la viabilidad geológica de la interpretación que al menor error numérico del proceso. Conviene recordar que los ordenadores no realizan interpretaciones, siendo esta actividad hoy por hoy coto reservado del cerebro humano. En cualquier caso, el término interpretación lleva ya implícito su carácter subjetivo.

### 6. Redacción del informe final
La labor de la redacción del informe final no debe ser considerada como la menos importante pues el  geofísico deberá tener la suficiente soltura como para poder expresar cuáles han sido los trabajos realizados,  describir la metodología empleada,   desarrollar el capítulo correspondiente a los resultados obtenidos y expresar de forma clara y concisa las conclusiones a las que se ha llegado para poder establecer las pertinentes recomendaciones.
Todo esto en sí parece una obviedad pero es importante que el geofísico haga un esfuerzo por cuidar tanto la redacción como la presentación de los resultados. Para comprender y valorar estas indicaciones basta con no olvidar que la redacción del informe final constituye la exposición de todo el trabajo realizado en las fases anteriores.
Entre todo este conjunto de actividades que desarrolla el geofísico sería injusto no incluir otra labor que desarrolla en mayor o menor medida y es la actividad comercial. Es el técnico que mejor conoce lo que hace,  cómo lo hace y para qué lo hace y, por tanto,  es el técnico que mejor podrá «vender» su producto. La prospección geofísica goza de un buen concepto por muchos profesionales pero, al mismo tiempo, padece un desconocimiento, una «mala fama» e, incluso, un desprecio por parte de muchos. Es una tarea de gran importancia dar a conocer la existencia de la prospección geofísica y las posibilidades que ofrece así como sus ventajas e inconvenientes.

## Los conocimientos que aporta
La actividad que es capaz de desarrollar el geofísico aporta una información de gran importancia para el geólogo, ya que se trata de una información muy variada y diversa sobre el subsuelo, justo la que necesita para complementar los datos que obtiene éste en los trabajos que realiza en superficie. Se trata de una información muy variada en tanto que procede de prospecciones muy diferentes.
Pero para que el geofísico pueda aportar esta información de gran ayuda para el geólogo necesita que esta ayuda sea mutua.  Conviene recordar que la prospección geofísica es una herramienta que se vale de la geología para poder interpretar los datos con mayor precisión y, consecuentemente, facilitar resultados más concluyentes. Un simple corte geoeléctrico o un radargrama no aportan conclusiones tan resolutivas si no van acompañados de una interpretación desde el punto de vista geológico.
No obstante, aunque la situación más conveniente es el análisis de la información geológica de una zona conjuntamente con la información obtenida tras una campaña de prospección geofísica, la aportación de información «a ciegas» por parte del  geofísico suele ser un método habitual,  bien porque no existe información previa o bien porque no se dispone de ella.
Sin embargo, se puede exponer un tercer escenario y es precisamente el que resulta más perjudicial ya que todavía está muy extendida la idea de que debe ser el geofísico el que aporte la información sin “ayuda externa de la que pueda valerse para manejar los resultados a su conveniencia». El calificativo perjudicial lo es en tanto en cuanto se trata de un trabajo entre profesionales lo cual presupone seriedad y honradez en la investigación.
De un modo u otro,  la aportación de conocimientos suele ser importante,   tanto si es a escala regional como si es a escala más local. A partir de estudios regionales (como los realizados a partir de campañas de gravimetría,  magnetismo, sísmica de reflexión,  así como prospección eléctrica y electromagnética) el  geofísico es capaz de aportar conocimientos, por ejemplo, acerca de la estructura que afecta y compartimenta una cuenca sedimentaria ya que se puede obtener un reflejo bastante fiel de disposición de las unidades geológicas,  de la distribución de sus espesores, de la localización del depocentro, de la estructuración de la misma, etc.
Lógicamente, para ello es importante disponer de un conocimiento previo de los posibles espesores y naturaleza de las unidades geológicas que rellenan esa cuenca para poder ofrecer una información mucho más completa.  Las técnicas más resolutivas  (como puede ser, por ejemplo,  el caso de la sísmica de reflexión) permiten ver, incluso,  términos evolutivos desde el punto de vista geológico ya que se pueden llegar a identificar secuencias sedimentarias, system-tracks, etc.
También,  a partir de sus estudios realizados a escala tanto regional como local se puede llegar a determinar la presencia o no de fracturas,  las características que las definen (anchura, desarrollo, contenido o no en agua,  etc.), sus direcciones preferentes e inclinaciones y la posible compartimentación de una zona en bloques hundidos y elevados.
Tanto la información estratigráfica-sedimentológica como la información estructural son de gran ayuda para la hidrogeología ya que los conocimientos que aporta el geofísico no sólo facilitan la identificación acerca de la presencia, el espesor y la profundidad de posibles acuíferos sino también pueden aportar información sobre la calidad de sus aguas (es decir, si éstas pueden estar afectadas por la presencia de contaminación, por efecto de la salinización, etc.)
A una escala más reducida,  por ejemplo,  se puede determinar con mayor precisión la posición de planos de fractura,  la profundidad estimada en el subsuelo de un determinado nivel de interés, la localización de sectores carstificados, etc. Ya a una escala más local, técnicas de prospección eléctrica y electromagnética son capaces de definir la trayectoria de canalizaciones o delimitar la extensión de una «pluma» de contaminación en el suelo o la identificación de «fugas» en una balsa o en un vertedero o la posición de una cavidad.

## Herramientas que utiliza
Para alcanzar ese conocimiento de las características del subsuelo, el geofísico se sirve de una instrumentación variada tanto en cuanto a la técnica como en cuanto al diseño, la complejidad y la sofisticación.  Pero para que la interpretación se aproxime lo más posible a la realidad, el geofísico deberá combinar los datos que le aporte esa instrumentación con tres herramientas muy particulares:  la lógica, la experiencia y la prudencia. En cuanto a la lógica pues es una «herramienta» de constante utilización por los geólogos;   por lo que respecta a la experiencia, para aplicar en todo momento la técnica geofísica más adecuada para cubrir el objetivo perseguido y hacer la mejor interpretación posible de los resultados. Por último, deberá emplear la prudencia a la hora de hacer esa interpretación de los resultados.
El conjunto de instrumentos que utiliza el geofísico es muy variable (resistivímetros, gravímetros, sensores de frecuencia muy baja, etc.), en tanto que son muy diversas las propiedades físico-químicas que se analizan  (diferencias en comportamiento eléctrico, diferencias de masa-densidad).
Al existir variaciones importantes en el comportamiento eléctrico de los materiales del subsuelo, se emplean resistivímetros para control de la resistividad, es decir,  de la propiedad que indica la mayor o menor capacidad de los materiales para conducir la corriente eléctrica a su través.  Estos resistivímetros, en su origen,  eran aparatos manuales pero en los últimos años se han dejado, como no podía ser de otra manera, «contagiar» de los avances tecnológicos e informáticos y los fabricantes ofrecen desde entonces equipos totalmente digitales,  con las consabidas ventajas que ofrece esta mejora en la tecnología. El empleo de resistivímetros se lleva a cabo para campañas de prospección geoeléctrica mediante sondeos eléctricos verticales o perfiles de tomografía eléctrica, por ejemplo. También, el geofísico emplea equipos que se basan en el principio del electro-magnetismo para determinar las propiedades eléctricas de los materiales del subsuelo. Estos equipos los emplea, por ejemplo, cuando se trata de campañas de sondeos electromagnéticos o campañas de prospección con georradar.
Los equipos sísmicos que utiliza el geofísico se basan en la medición de la velocidad de propagación de ondas sísmicas  (o acústicas)  en el subsuelo, tanto las que son refractadas en los contactos entre capas diferentes (sísmica de refracción) como las que son reflejadas en los mismos  (sísmica de reflexión). Esta velocidad está condicionada,  fundamentalmente,   por la composición,  el grado de compactación y la densidad de la roca.
Propiedades parecidas a estas  últimas descritas son en las que se basa el método gravimétrico para el estudio de la estructura de una cuenca como para la búsqueda de cavidades (microgravimetría).  Para ello se sirve de otro aparato, el gravímetro, que es capaz de medir diferencias de atracción gravitatoria de una masa conocida que se encuentra alojada de forma estanca en su interior.
Del mismo modo que se ha descrito para estos métodos geofísicos,  existen otros aparatos de constante uso por el geofísico que se basan en otras propiedades de los materiales del subsuelo para analizarlos. Tal es el caso del magnetómetro (para hacer campañas de magnetometría), el VLF (para hacer campañas mediante ondas de frecuencia muy baja, very low frecuency),  etc.

## Con qué profesionales se relaciona
El geofísico se relaciona con un gran número de profesionales que se encuentran vinculados, con mayor o menor intensidad, al terreno. entre los más importantes con el ingeniero geólogo, pero también con muchos otros, desde los paleontólogos y prehistoriadores hasta los arquitectos pasando por ingenieros de caminos y de minas, todos encuentran un lugar común en la geofísica.
Quizás esta afirmación necesite de una aclaración para su mejor comprensión y, al mismo tiempo,  para ver el alcance de estas relaciones multidisciplinares.
Para un geólogo estructural,  por ejemplo, es muy importante conocer la estructura de una cuenca y de un macizo rocoso,  el plegamiento y disposición de las capas,  así como la presencia y orientación de fracturas.  Pues bien,  todos estos aspectos son, con mayor o menor precisión, detectables e interpretables por el geofísico a partir de los perfiles y mapas que puede generar con los datos geofísicos.
Del mismo modo que el conocimiento de la estructura de una cuenca es fundamental para el estructuralista, llegar a saber cómo es el relleno de esa cuenca,   dónde está el depocentro, cómo son los materiales que la rellenan, cómo se distribuyen, de qué manera se distribuyen las facies, son incógnitas de necesaria resolución para un sedimentólogo y que son perfectamente abordables por distintos  métodos geofísicos.
¿No le ayudaría mucho a un hidrogeólogo conocer dónde se encuentra el nivel freático, o dónde hay niveles permeables, a qué profundidad y en qué posición se pueden encontrar los niveles y las fracturas productivas, hasta dónde se extiende la cuña de intrusión marina?  Sin duda, la relación entre este profesional y el geofísicosería muy productiva.  Los conocimientos que puede aportar el geofísico en esta materia, como ya se ha visto en, son casi innumerables.
La minería,  como dedicación del geólogo, del ingeniero de minas y del profesional, tampoco se aparta del  ámbito de actividad del  geofísico. Hay una serie de métodos geofísicos que tienen una directa aplicación a la prospección mineral.  No debe olvidarse que la prospección geofísica surgió  para dar cobertura y apoyo a la investigación de recursos energéticos   (hidrocarburos)  y minerales.  Dentro de este campo están también las canteras,   tanto de materiales destinados a áridos como a explotación como roca ornamental. Conocer hasta dónde extienden en profundidad, ver sus variaciones laterales,  calcular sus reservas son objetivos de constante persecución por el geofísico.
¿No tiene un edificio un substrato rocoso sobre el que edificarse?  ¿No suele haber cavidades, zonas alteradas o fracturas en ese substrato?   ¿No hay que realizar una excavación para los niveles subterráneos? ¿No hay que poner apoyos constructivos sobre el terreno?  ¿No hay edificios que sufren hundimientos? Cada vez es más frecuente encontrar sentados en una misma mesa de reuniones geólogos, geofísicos y arquitectos para tratar de buscar soluciones a los problemas que se le plantean a estos.
Del mismo modo,  es cada vez más frecuente el reconocimiento de la ayuda que puede aportar el geofísico tanto a los ingenieros de caminos, canales y puertos como a los ingenieros técnicos de obras públicas.  La caracterización de apoyos de frentes de presas,  la predicción de los terrenos y fracturas a atravesar por un túnel, el diseño de la excavabilidad en una obra lineal y la resolución de problemas en puertos marítimos son incógnitas abordables por los geofísicos.
Una de las principales incógnitas que desea resolver un especialista en medio ambiente es la identificación de terrenos contaminados y la localización de la extensión de la «pluma» de contaminación. La legislación actual relacionada con suelos contaminados obliga al propietario de un terreno a descontaminarlo;  conocer con anterioridad a un proceso de compraventa de fincas, solares y parcelas y si éstas están o no contaminadas evitará sorpresas desagradables al futuro comprador. Estos objetivos son, igualmente, abordables a partir de técnicas geofísicas y, consecuentemente, constituyen un campo en el que el geofísico tiene mucho que decir.
Aunque pudiera parecer extraño,  también la policía y los jueces han necesitado en alguna ocasión delgeofísico.  Hay una serie de casos en los que se ha contado con la colaboración del geofísico tanto para su resolución  (por ejemplo,  para la búsqueda de montañeros bajo la nieve de avalanchas)  como para dictaminar una sentencia.